# Cantaloupe Island
Cantaloupe Island és un standard de jazz compost per Herbie Hancock. Fou inclòs dins l'album Empyrean Isles publicat el 1964. Va ser un dels primers exemples de jazz modal amb ritme funky.
Aquest tema va ser samplejat pel grup Us3 en la seva cançó "Cantaloop (Flip Fantasia)", i també s'ha utilitzat com a sintonia en emissores de ràdio. Versions d'aquest tema han estat enregistrades per artistes, com Pat Metheny, Jean-Luc Ponty, Tanghetto, Jack DeJohnette i Milton Nascimento i TheBigMasterFunk.
L'album Empyrean Isles, juntament amb Maiden Voyage (1965) s'han convertit en un dels referents del jazz dels anys seixanta.